# Campeonato Mundial de Natação em Piscina Curta de 2022 - 800 m livre masculino
A prova dos 800 metros nado livre masculino do Campeonato Mundial de Natação em Piscina Curta de 2022 foi disputada no dia 17 de dezembro de 2022, no Melbourne Sports and Aquatics Centre, em Melbourne, na Austrália.

## Recordes
Antes desta competição, os recordes mundiais e do campeonato nesta prova eram os seguintes:
|                       | Nome                 | Nacionalidade | Tempo    | Local     | Data                   |
| --------------------- | -------------------- | ------------- | -------- | --------- | ---------------------- |
| Recorde mundial       | Grant Hackett        | Austrália     | 7:23.42  | Melbourne | 20 de julho de 2008    |
| Recorde do campeonato | Gregorio Paltrinieri | Itália        | 7:30.31† | Hangzhou  | 16 de dezembro de 2018 |

Os seguintes recordes mundiais ou do campeonato foram estabelecidos durante esta competição:
| Data           | Evento | Nome                 | Nacionalidade | Tempo   | Notas                 |
| -------------- | ------ | -------------------- | ------------- | ------- | --------------------- |
| 17 de dezembro | Final  | Gregorio Paltrinieri | Itália        | 7:29.99 | Recorde do campeonato |

## Medalhistas
| Ouro                       | Prata                     | Bronze               |
| Gregorio Paltrinieri (ITA) | Henrik Christiansen (NOR) | Logan Fontaine (FRA) |

## Cronograma
Todos os horários são locais (UTC+11).
| Data           | Hora          | Evento |
| -------------- | ------------- | ------ |
| 17 de dezembro | 13:12 e 19:50 | Final  |

## Resultado final
A final foi realizada no dia 18 de dezembro com início às 13:12 para as baterias mais lentas e às 19:50 para as mais rápidas
| Colocação         | Bateria | Raia | Nadador                     | Nacionalidade  | Tempo   | Notas                 |
| ----------------- | ------- | ---- | --------------------------- | -------------- | ------- | --------------------- |
| Medalha de ouro   | 3       | 4    | Gregorio Paltrinieri        | Itália         | 7:29.99 | Recorde do campeonato |
| Medalha de prata  | 3       | 2    | Henrik Christiansen         | Noruega        | 7:31.48 |                       |
| Medalha de bronze | 3       | 3    | Logan Fontaine              | França         | 7:33.12 |                       |
| 4                 | 3       | 8    | Shogo Takeda                | Japão          | 7:33.78 | Recorde asiático      |
| 5                 | 3       | 5    | David Johnston              | Estados Unidos | 7:34.33 |                       |
| 6                 | 2       | 6    | Joris Bouchaut              | França         | 7:35.12 |                       |
| 7                 | 2       | 5    | Marwan Elkamash             | Egito          | 7:36.01 | Recorde nacional      |
| 8                 | 2       | 7    | Charlie Clark               | Estados Unidos | 7:37.54 |                       |
| 9                 | 3       | 7    | Mack Horton                 | Austrália      | 7:40.64 |                       |
| 10                | 2       | 1    | Ondřej Gemov                | Chéquia        | 7:42.70 |                       |
| 11                | 1       | 5    | Carlos Garach               | Espanha        | 7:44.53 |                       |
| 12                | 2       | 8    | Kim Woo-min                 | Coreia do Sul  | 7:45.29 |                       |
| 13                | 2       | 4    | Mert Kılavuz                | Turquia        | 7:47.57 |                       |
| 14                | 3       | 1    | Alexander Grant             | Austrália      | 7:48.25 |                       |
| 15                | 2       | 2    | Lucas Alba                  | Argentina      | 7:49.53 | Recorde nacional      |
| 16                | 2       | 6    | Louis Clark                 | Nova Zelândia  | 7:53.36 |                       |
| 17                | 1       | 6    | Ratthawit Thammananthachote | Tailândia      | 7:55.24 | Recorde nacional      |
| 18                | 1       | 4    | Jon Jøntvedt                | Noruega        | 7:55.93 |                       |
| 19                | 1       | 3    | Jakub Poliačik              | Eslováquia     | 8:05.91 |                       |
| 20                | 1       | 1    | Rodolfo Falcón              | Cuba           | 8:11.47 |                       |
| 21                | 1       | 7    | Yordan Yanchev              | Bulgária       | 8:17.85 |                       |
| 22                | 1       | 8    | Lin Sizhuang                | Macau          | 8:21.81 | Recorde nacional      |
| 23                | 1       | 2    | Dylan Cachia                | Malta          | 8:22.71 |                       |
| 24                | 2       | 3    | Victor Johansson            | Suécia         | DNS     | DNS                   |

Legenda
| Recorde mundial       | Recorde mundial (World record)               |                       | Recorde africano                      | Recorde africano (African) |                                           | Q | Classificado por posição (Qualified) |
| Recorde do campeonato | Recorde do campeonato (Championship record)  | Recorde da América    | Recorde da América (Americas)         | q                          | Classificado por melhor tempo (Qualified) |   |                                      |
| Melhor marca do ano   | Melhor marca do ano (World leading)          | Recorde asiático      | Recorde asiático (Asian)              | DNS                        | Não largou (Did not start)                |   |                                      |
| Recorde nacional      | Recorde nacional (National record)           | Recorde europeu       | Recorde europeu (European)            | DNF                        | Não terminou (Did not finish)             |   |                                      |
| Recorde pessoal       | Recorde pessoal do atleta (Personal best)    | Recorde da Oceania    | Recorde da Oceania (Oceania)          | DSQ / DQ                   | Desclassificado (Disqualified)            |   |                                      |
| Recorde da temporada  | Recorde da temporada do atleta (Season best) | Recorde sul-americano | Recorde sul-americano (South America) | NM                         | Sem marca (No mark)                       |   |                                      |